# الدار القومية للطباعة والنشر
الدار القومية للطباعة والنشر تأسست عام 1959 ميلادية وقد بدأت حياتها بعدد متواضع جدا من الموظفين والعمال، وميزانية أشد تواضعا من المال. بدأت عام 1959 بـ (30) عاملا وموظفا، وأصبح عددهم (1000) عامل وموظف عام 1963 ميلادية. وبدأت بإنتاج لا يزيد على (80) ألف جنيه عام 1959 ميلادية. وأصبح هذا الإنتاج نحو (150) ألف جنيه عام 1960/1961 ميلادية. وقفز في العام التالي إلى نحو مليون جنيه عام 1962/1963 ميلادية.
وقد أصدرت الدار عددا ضخما من الكتب والرسائل الجامعية والمجلات ومن أشهرها:
1. مجلة الثقافة.
2. مجلة الرسالة.
3. مجلة سكريب وارب ريفيو الشهرية بخمس لغات.
4. آراب أوبزورفر الأسبوعية باللغة الإنجليزية.
5. لوبزرفاتير أراب الأسبوعية باللغة الفرنسية.[1]